# Петар Чајковски
Петар Иљич Чајковски (рус. Пётр Ильич Чайковский; Воткинск, 7. мај 1840 — Санкт Петербург, 6. новембар 1893) био је руски композитор позног романтизма. Појавио се у руској музици истовремено с композиторима Руске петорке, али није био њихов члан. Његова музика, која је садржала руски карактер, била је јако добро прихваћена. Ипак, садржала је више западних елемената, иако је успешно комбиновао интернационалне елементе с елементима руске народне музике. Предавао је хармонију на конзерваторијуму у Москви и писао музичке критике. Материјалну независност и боравак у иностранству омогућила му је његова мецена Надежда фон Мек, а њихово дописивање важан је извор података о стваралачком раду и естетским погледима Чајковског. Наступао је као диригент сопствених дела по Русији, Европи и САД.

## Младост
Рођен је у градићу Воткинску (у данашњој руској републици Удмуртији, у то време Вјатка Губернија, административна покрајина Руске Империје). Његов отац је радио у владиним рудницима као рударски инжењер. Његова мајка (друга од три жене његовог оца) звала се Александра Андрејевна Чајковска, рођена Асијер припадала је породици високопозиционираних чиновника у Санкт Петербургу, који су своје порекло водили из Немачке. Поред полусестре из првог очевог брака Зинаиде, породицу Чајковски су чинили старији брат Николај, потом Петар, сестра Александра и још три брата ‒ Иполит, као и близнаци Анатолиј и Модест. Чајковски није био везан за Зинаиду, нити посебно близак са браћом Иполитом и Николајем. Но, био је изузетно привржен сестри Александри, као и Модесту и Анатолију са којима је одржавао посебно присне односе. Анатолиј је био дуго времена његов миљеник, а постао је касније угледан правник који је стигао до ранга сенатора, док је Модест ‒ једна врста животног сапутника старијег брата ‒ био драмски писац, приватни тутор, либретиста, сарадник и први биограф композитора, који је са њим делио и заједничку хомосексуалну оријентацију.
Од своје пете године ишао је на часове клавира и већ за неколико месеци свирао је одлично. 1850. његов отац је добио посао на институту за технологију у Петрограду. На том универзитету Чајковски је завршио филозофију права и наставио са часовима клавира код директора музичке библиотеке. Чајковски је са 14 година компоновао валцер у помен на своју мајку која је умрла од колере.
Напустио је школу 1859. и запослио се као секретар у министарству правде, где се убрзо затим прикључио хору министарства. 1861. Чајковски је наставио да проширује своје знање о музици. Почео је да учи теорију музике уз помоћ пријатеља Николаја Зарембе. Заремба се уписао на Петроградски конзерваторијум. Од 1862. до 1865. Чајковски је наставио да проучава хармонију и контрапункт са Зарембом, a оркестрацију и композицију са директором и оснивачем конзерваторијума, Антоном Рубинштајном.

## Музичка каријера
Након што је Чајковски дипломирао, Николај, млађи брат Антона Рубинштајна, му је понудио место професора хармоније, композиције и историје музике. Чајковски је врло радо прихватио ту понуду јер се његов отац био пензионисао и изгубио имање. Следећих десет година је био предавач и композитор. Показало се да је посао предавача исцрпљујући па је 1877. године доживео нервни слом. Након једногодишње паузе покушао је да се врати послу предавача али се убрзо повукао са тог положаја. Неко време је живео у Италији и Швајцарској, али се на крају настанио код своје сестре, која је имала посед у непосредној близини Кијева.
Чајковски се посвећује оркестарском дириговању након премијере у Москви његове опере Трноружица (1885—7). Након што је превазишао страх од јавног наступа, који га је пратио током читавог живота, самопоуздање му временом расте до те мере да се у потпуности посвећује дириговању својих дела.
Чајковски је боравио у САД током 1891, као диригент својих дела на тријумфалној турнеји. 5. маја, дириговао је Њујоршким симфонијским оркестром приликом извођења Марш Соленел на отварању њујоршког Карнеги Хола. Након те вечери следе извођења његових дела Third Suite 7. маја, и а капела хорова Патер Ностер и Легенда 8. маја.
Пред крај свог релативног кратког живота Петар Чајковски био на врхунцу славе. Вратио се са тријумфалне турнеје по Америци, добио је почасни докторат Универзитета у Кембриџу, док је у својој родној земљи имао статус „националног блага“, кога су волели како обични људи, тако и представници најближег царског круга окупљеног око цара Александра III који му је великодушно доделио државну пензију. Пут до овог успеха трајао је пет деценија и пролазио је кроз разне више или мање успешне фазе.
Само девет дана након премијере његове Патетичне симфоније, 1893, у Санкт Петербургу, Чајковски је преминуо (погледајте одељак испод).
Неки музиколози (нпр. Милтон Крос, Дејвид Евен) верују да је Чајковски свесно написао Шесту симфонију као сопствени реквијем. Чајковски је сахрањен на Тиквин гробљу код Манастира Александра Невског у Санкт Петербургу.

Познати совјетски музиколог и музички писац Борис Асафјев овако сумира стваралаштво Чајковског: 
„Он је био први композитор новог руског типа, потпуно професионализован, који је јасно асимиловао традицију симфонијског умећа западне Европе; у свој дубоко оригиналан, лични и национални стил он је ујединио симфонијску мисао Бетовена и Шумана са стваралаштвом Глинке, трансформисао Листова и Берлиозова достигнућа на пољу дескриптивно-програмске музике у дела шекспировске инспирације и психолошке тежине“.
Његова музика обухвата неке од најзначајнијих комада из романтичарског периода. Многа од дела Чајковског инспирисана су догађајима из његовог живота.

## Приватни живот
Током свог школовања у Јуријспруденсу, Чајковски се заљубио у сопрана, али се она удала за другога. Једна од његових конзервативних студенткиња, Антоњина Миљукова, почела је да му шаље страствена писма отприлике у време кад је одлучио да „ожени било коју која га прихвати." Није је се чак ни сећао са својих предавања, али је била веома упорна у својим писмима, тако да се на брзину оженио њом 18. јула 1877. Кроз неколико дана, док су још били на меденом месецу, горко се покајао због своје одлуке. Две недеље након венчања композитор је покушао да се убије у хладној реци. Касније је побегао у Санкт Петербург и разишао се са супругом након само шест недеља. Никад се више нису видели. Миљукова је преминула у установи за ментално оболеле 1917. године. Званично су били у браку до његове смрти.
Композиторова хомосексуалност, као и њен утицај на његов живот и музику, била је дуго времена призната, мада је ова чињеница нарочито била заташкавана током совјетског периода. Иако га неки историчари и даље сматрају хетеросексуалцем, многи други - као што су Риктор Нортон и Александар Познански - прихватају то да су неке од веза Чајковског биле хомосексуалне, као на пример његова веза са слугом Аљошом и са његовим нећаком Владимиром Давидовим. У ствари, музиколози, биографи и историчари се споре око “квалитета” хомосексуалности Чајковског: да ли је он израз мужевне мужевности или феминизиране субкултуре? Тек, Болеслав Пжибишевски у тексту из 1933. године који сигнализује промену курса спрам Чајковског у Совјетском Савезу наводи: „Он је поседовао довољно мужевне снаге да погледа историјској чињеници у очи и да спева за себе и своју класу потресни реквијем ‒ Патетичну симфонију. Докази да је Чајковски био хомосексуалац се изводе из његових писама и дневника, као и из писама његовог брата, Модеста, који је такође био хомосексуалац.
Жена која је имала далеко већи утицај на живот Чајковског је богата удовица, Надежда фон Мек, с којом је разменио 1200 писама у периоду између 1877. и 1890. На њено инсистирање никад се нису састали; сасвим случајно су се сусрели два пута, али нису разменили ни речи. Поред финансијске подршке у виду 6.000 руских рубаља годишње коју му је пружала, била је велики љубитељ његове музике и заинтересована за његову музичку каријеру. Међутим, изненада је прекинула њихов однос након 14 година, наводећи банкрот као разлог. Управо је у овом периоду Чајковски доживео велики успех широм Европе, а 1891. још веће хвале у САД. Заправо, био је главни диригент, 5. маја, 1891, на званичном отварању Карнеги Хола.
Тврдњу Мекове о финансијској пропасти оспоравају неки историчари који верују да је прекинула с покровитељством Чајковског зато што је наводно сазнала за његову хомосексуалност. Могуће је да је планирала да уда једну од својих ћерки за Чајковског, као што је наводно покушала да једну од њих уда за Клода Дебисија, који је неко време живео у Русији као професор музике за њену породицу. Такође, један од њених синова, Николај, је био ожењен Аном Давидовом, нећаком Чајковског.
Живот Чајковског је тема филма Кена Расела  Љубитељи музике . Друга два филма заснована на његовом животу су - нискобуџетни и у великој мери фиктивни Песма мога срца, пуштен у продају 1948, а из 1969 је филм на руском језику „Чајковски ", номинован за Оскара за најбољи страни филм. Његово презиме је изведено од речи чајка (чайка), што значи галеб у многим словенским језицима. Могуће је да његово порекло није у потпуности руско. У једном од првих писама упућених Надежди фон Мек, Чајковски каже да се зове Поланд и да су његови преци "вероватно били Пољаци".

## О њему данас
Кроз готово читав 20. век, критичари су били дубоко неправедни у својим површним изјавама у вези његовог живота и музике. За живота су га колеге руски музичари нападали због стила који су сматрали премало националним. Касније за време ере Совјетског Савеза, постао је службена икона, па се није толерисала била каква негативна критика, и било какво истраживање његове личности. За разлику од тог се по Европи и Северној Америци, Чајковског често судило на темељу његове сексуалности, па се његова музика тумачила као експресија његове девијантне природе. Његов живот је портретиран као непрестани емоционални кошмар, а карактер као морбидан, хистеричан - стално опседнут осећајем кривице. Дела су му проглашавана вулгарним, сентименталним, па чак и као патолошка. Ово тумачење је резултат заблуда, насталих за више декада - кад се тренутачна перцепција хомосексуалности преноси у прошлост.
Детаљно проучавање кореспонденције и дневника Чајковског, спроведено почетком 21. века, кад су коначно постали доступни истраживачима у својој оригиналној нецензурираној форми, довело је до спознаје да је традиционални приказ његовог лика био фундаментално лош. Као што архивска грађа јасно показује Чајковски се на крају успео прилагодити социјалној стварности свог времена, па нема разлога да се верује да је био нарочито неуротичан или да његова музика има некакве кодиране поруке, као што су неки теоретичари тврдили.
Његова уметничка филозофија даје предност оном што би се могло назвати емоционална прогресија, а то је успостављање директног контакта с публиком која ишчекује финалну катарзу]]. Његова музика се не труди да досегне
интелектуалне дубине, али преноси радост, љубав, и тугу до људског срца са маркантном и дирљивом искреношћу. У свом покушају синтезе узвишеног са интроспективним, као и у симболици његове касније музике, Чајковски је антиципирао одређене осећаје који су касније постали препознати у култури руског модернизма.
Чајковски је био водећи експонент романтизма, са својим карактеристичним руским карактером, који пуно тога дугује талијанској и француској музичкој традицији, као и немачкој. Он је исто тако био инспирисан руским фолклором, мада то код њега није тако видљиво као код Мусоргског или Римски-Корсакова. Према речима композитора Игор Стравинског - Чајковски је несвесно осликао прави, народни извор нашег рода.
Као први велики руски симфоничар, показао је посебан таленат за мелодију и оркестрацију. У својим најбољим делима, је снажним акордима наглашавао музичку тему, хармонично са величанственом иновативном композицијом. Необично спретно је користио музичке инструменте, па се већина његових дела може једноставно препознати по карактеристичном звуку. Чајковски се првенствено истакао као мајстор инструменталне музике, његове опере, често еклектичне у материји и стилу, нису баш пуно уважаване на Западу, с изузетком Евгеније Оњегин и Пикова дама.
Док је већина његових опера имала ограничени успех, Чајковски се показао необично успешним у трансформацији балета, из декоративног додатка, у праву музичку драму, на тај начин је револуционизирао тај жанр.
Чајковски је први који је довео балет до интегралне форме и уздигао га на ниво симфонијске музике. Да би то постигао, користио се својим симфоничарским осећајем за структуре великих размера. Логички је низао плесне тачке, тако да су стварале кумулативни осећај сврхе, за разлику од својих претходника, код којих се то одвијало као случајност. Имао је необичан смисао како да мелодија подстакне плес. Као резултат његови балети су заузели јединствено место на позорницама светских театара.
Утицај његовог експериментисања, може се видети у балетима Сергеја Прокофјева и Арама Хачатурјана.
Симфонијске поеме Чајковског су део линије развоја програмских радова које је започео још Франц Лист, и крећу се у скали изражајних и стилских карактеристика која су типична за тај жанр. У једној од њих, почетничкој Судбини из 1868. нетипичној за њега показао је слободу форме и модернистичког израза. С друге стране у класичној фантазијској увертири Ромео и Јулија, супротставио је страствени романтизам, ригорозној сонатној форми. Чајковски је такође ослободио структуру коморне музике увођењем неуобичајеног метра скерца у Другом гудачком квартету у Ф-дуру, опус 22 (1874), и прикрио смисао финала. Његова иновација је такође видљива у другом делу Виолинског секстета Souvenir de Florence из 1890, то је музика која ужива у готово чистом звуку, што је пуно ближе оркестралној сфери. Његова вештина контрапунктирања, која је традиционални темељ камерне музике, може се видети у његовим камерним делима.
С друге стране његов приступ солистичкој клавирској музици, остао је углавном традиционалан, у оквирима задовољавања укуса 19. века за кратке салонске комаде. У неколико својих клавирских комада, показао је своју мелодиозност, али генерално гледано био је далеко слабије предан приликом компоновања тих дела, него кад је стварао своја оркестарска дела, концерте, опере и камерне композиције.
Чајковски је лавирао између руских националистичких тенденција, тако истакнутих у раду његових ривала из Велике петорке и козмополитизма ког је стекао на Конзерваторијуму. Тако да је истовремено био и руски националиста и западњак савршене технике.
Трајно је обележио симфонијску музику касног 19. века, а његове посљедње три симфоније, показују појачану субјективност која ће утицати на Густава Махлера, Сергеја Рахмањинова и Дмитрија Шостаковича и подстакнути жанр да обнови снагу у 20. веку.
Не може се порећи да квалитет његовог опуса није био неуједначен. Нека од његових дела написана на брзину су танка или досадна. Али у таквим симфонијама као што је бр. 4, бр. 5, бр. 6, и у Манфреду, као и у бројним увертирама, суитама и другим делима постигао је јединство мелодијске инспирације, драматичност садржаја и мајсторство форме која га уздиже у први ранг светских композитора.
Постоји Кућа-музеј Чајковског.

## Дела

### Балети
Чајковски је познат по својим балетима. Балете је почео да компонује последњих година свог живота. Након последња два, његови савременици су почели да га цене као јако доброг композитора балета.
- (1875–1876): Лабудово језеро, оп. 20. Први балет Петра Чајковског. Први пут је изведен 1877. у Бољшој театру у Москви са неколико пропуста. Коначна верзија је представљена 1895, а писали су је Мариус Петипа и Лев Иванов. Последњу прераду написао је композитор Рикардо Дриго и тако се изводи и дан данас.
- (1888–1889): Успавана лепотица, оп. 66. Чајковски је овај балет сматрао за своје најбоље дело. Први пут је изведен 1890. у театру Марински у Петрограду.
- (1891–1892): Крцко Орашчић, оп. 71. То је последњи балет који је написао Чајковски. Он сам није био много задовољан овим делом. Нерадо је прихватио понуду да компонује овај балет. Између осталог, овај балет је познат по употреби челесте, инструмента који је већ користио у свом мање познатом симфонијском делу Војвода (премијера 1891).

### Опере
Чајковски је завршио десет опера, мада су неке од њих изгубљене или постоје у две значајно различите верзије. Његове најпознатије опере су Евгеније Оњегин и Пикова дама.
- (1867–1868): Војвода, оп. 3. Чајковски је уништио цео нотни текст, али је постхумно реконструисан.
- (1869): Ундина. Недовршена. Само је марш из ове опере угледао светлост дана као други став Симфоније бр. 2. И поред тога што је Чајковски два пута ревидирао Симфонију бр. 2, други став је оба пута остао непромењен. Чајковски је уништио преостали део нотног текста Ундине.
- (1870–1872): Опричник. Премијерно је изведена 1874. у Санкт Петербургу.
- (1874): Кузнец Вакула, оп. 14. Премијерно је изведена 1876. у Санкт Петербургу.
- (1877–1878): Евгеније Оњегин, оп. 24. Премијерно је изведена 1879. на Московском конзерваторијуму.
- (1878–1879): Орлеанска девојка. Премијерно је изведена 1881. у Санкт Петербургу.
- (1881–1883): Мазепа. Премијерно је изведена 1884. у Москви.
- (1885): Черевички. Премијерно је изведена 1887. у Москви.
- (1885–1887): Чаробница. Премијерно је изведена 1887. у Санкт Петербургу.
- (1890): Пикова дама, оп. 68. Премијерно је изведена 1890. у Санкт Петербургу.
- (1891): Јоланта, оп. 69. Премијерно је изведена 1892. у Марински театру заједно са Крцком Орашчићем.

### Симфоније
Раније симфоније Петра Чајковског су оптимистична дела националног карактера, док су касније симфоније, које су дубоко драматичне (посебно Шеста симфонија), тумачене као излив очаја. Његове последње три симфоније оцењене као веома оригинални примери симфонијског облика и често се изводе.
- (1886): Симфонија бр. 1, оп. 13
- (1872): Симфонија бр. 2, оп. 17, Мали Рус
- (1875): Симфонија бр. 3, оп. 29, Пољска
- (1878): Симфонија бр. 4, оп. 36
- (1885): Манфред симфонија, оп. 58; надахнута је Бајроновом поемом Манфред; Чајковски је ово дело назвао „симфонијска поема у четири става“
- (1888): Симфонија бр. 5, оп. 64
- (1893): Симфонија бр. 6, оп. 74, Патетична

### Захор,песме,камерна музикаи солистичке композиције заклавиривиолину
- (1871) Гудачки квартет Бр. 1 у Д дуру, Оп. 11
- (1876) Варијације на Рококо тему за чело и оркестар, Оп. 33.
- (1876) Клавирски комади „Месеци године“, Оп. 37а
- Три комада: Медитација, Скерцо и Мелодија Оп. 42, за виолину и клавир
- (1882) Трио клавира у а молу, Оп. 50
- (1886) Думка, клавирски комад у Ц молу Оп. 59
- (1890) Гудачки секстет „Сувенир из Фиренце“, Оп. 70

### Друго
- (1876) Словенски марш, у оригиналу Српско-руски марш, музичка композиција инспирисана када се водио Српско-турски рат,1876, када се велики број руских добровољаца борио на страни Срба.